# 구키 모리타카

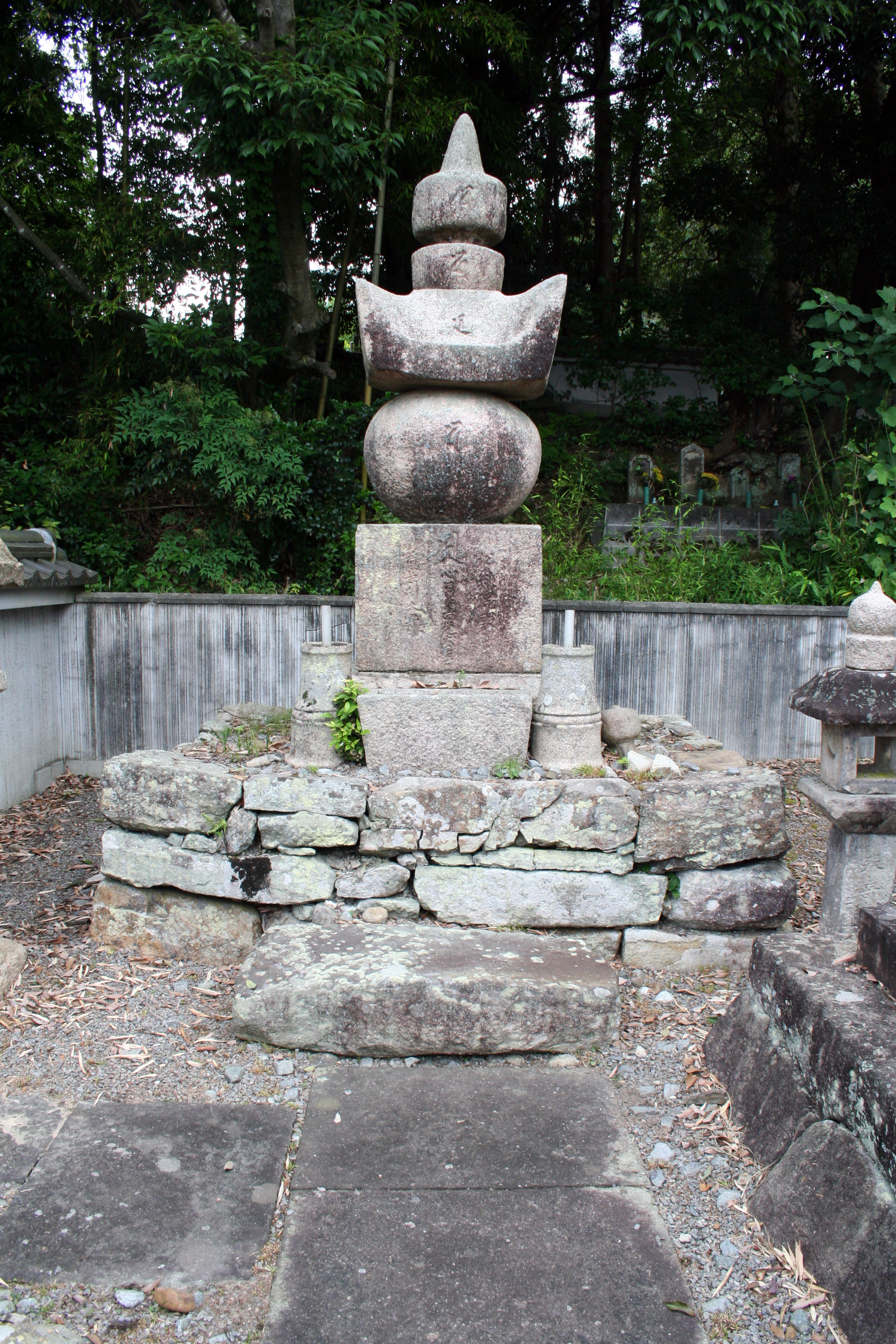
구키 모리타카의 묘 (효고현 산다시 신게쓰인)

구키 모리타카(일본어: 九鬼守隆)는 아즈치모모야마 시대부터 에도 시대 전기에 걸친 무장, 다이묘이다. 시마 도바 번 초대 번주. 구키 씨 종가의 시조(초대).

## 생애
덴쇼 원년(1573년) 구키 요시타카(九鬼嘉隆)의 차남으로 태어난다.
게이초 2년(1597년) 아버지 요시타카로부터 가독을 잇는다. 게이초 5년(1600년)에는 도쿠가와 이에야스의 아이즈 정벌에 종군하고 이시다 미쓰나리의 거병에 의한 세키가하라 전투가 일어나자 급히 고향으로 돌아갔다. 그런데 그의 아버지는 도바 성에서 서군 편에 가세하고 있었다. 전후 모리타카는 이에야스에게 아버지를 구명하려 탄원하고 그에 따라 인정되었다고 요시타카에 사자를 파견했는데, 이전에 구키 가의 장래를 염려했던 도요타 고로에몬(豊田五郎右衛門)이 독단으로 요시타카에 할복하도록 조언하며 이에 요시타카는 자해(할복)하였다. 이에 모리타카는 격노하여 고로에몬을 톱켜기(鋸挽き)로 참수 후에 효수하였다.
도바 번 초대 번주로서 5만 6000석을 소유하게 된다. 구키 수군(九鬼水軍)을 이끌고 오사카 전투를 치르고 에도 성의 축성 때는 목재와 석재를 해상 수송하고 에도 막부에 협력한다. 그 뒤 도바 번의 상속자 요시타카(良隆)를 폐적시키고 불문에 귀의한 모리타카의 다섯째 아들 히사타카(久隆)을 환속시키고 후계자로 정하였다. 이에 모리타카의 셋째 아들 다카스에(隆季)는 이에 반대하였고 간에이 9년(1632년)에 모리타카가 사망하자 가독 다툼이 일어날 가능성을 감지한 막부는 히사타카가 모리타카의 뒤를 이으라 명했고 그 후 구키 가문은 셋쓰 산다 번에 이봉되었다.
|  | 제1대 도바 번 번주 (구키가) 1597년 ~ 1632년 | 후임 구키 히사타카 |